# Bologna
 Denne artikel omhandler byen. Opslagsordet har også en anden betydning, se Bologna (provins).
Bologna er hovedstad i Emilia-Romagna-regionen i det centrale Italien. Bologna har 387.971(2023) indbyggere, og ligger i Bologna metroområde, der har 1.010.389 indbyggere. Byen er grundlagt af etruskerne omkring 534 f.Kr. under navnet Felsina. I det 16. århundrede kom byen under Pavestaten.
Bologna er kendt for sit universitet, der er grundlagt i 1088 og dermed det ældste i Europa. Universitetet gjorde, at der var et stort behov for billige boliger i byen. Derfor opstod byens karakteristiske overdækkede fortove, idet det forøgede areal ved at bygge førstesalen større end stueetagen var "gratis".
Byen er kendt for sit fodboldhold og for at lægge areal til Lamborghini-fabrikkerne.

## Tårnbyen
Bologna kaldes også la grassa (= den fede) på grund af den fedtholdige mad, som byen er berømt for. Andre kælenavne er la rossa (= den røde) på grund af husenes røde mursten og den rådende politiske retning, samt det berømte universitet, la dotta (= de lærde). Ikke mindst kaldes byen la turrita (= det lille tårn) efter de mange tårne, hvoraf de fleste forsvandt i slutningen af 1800-tallet. I dag står 22 tårne tilbage i den gamle bydel; men man mener at have fundet spor efter 180 tårne, og helt sikkert var der omkring 100, hvad der er imponerende nok ud fra de begrænsede resurser i middelalderens Italien. Alle større familier havde adgang til et tårn, og ofte gik flere familier sammen i et tårnselskab. Da fik hver familie sin egen etage eller side af tårnet, som den skulle vedligeholde; men blev én enkelt familie indblandet i en fejde, havde den ret til at disponere over hele tårnet, som var bygget til krig, ikke til daglig beboelse. For at lette forsvaret lå indgangen oftest et godt stykke over jorden. Højden på tårnene kunne være svimlende, helt op til 96 meter.

## Geografi
Bologna ligger ved foden af Appenninerne mellem floderne Reno og Savena i det nordlige Italien. Adriaterhavet ligger omkring 60 km øst for byen.

### Klima
| J F M A M J J A S O N D 48 5 −1 48 8 1 64 13 5 78 18 8 68 23 13 61 27 17 47 30 19 53 30 19 62 26 16 78 20 11 92 14 7 75 7 1 Gennemsnitlige max. og min. temperaturer i °C Nedbørsmængde i mm Kilde: Bologna, climate-data.org |        |         |         |          |          |          |          |          |          |         |        |
| J | F      | M       | A       | M        | J        | J        | A        | S        | O        | N       | D      |
| 48 5 −1 | 48 8 1 | 64 13 5 | 78 18 8 | 68 23 13 | 61 27 17 | 47 30 19 | 53 30 19 | 62 26 16 | 78 20 11 | 92 14 7 | 75 7 1 |
| Gennemsnitlige max. og min. temperaturer i °C |        |         |         |          |          |          |          |          |          |         |        |
| Nedbørsmængde i mm |        |         |         |          |          |          |          |          |          |         |        |
| Kilde: Bologna, climate-data.org |        |         |         |          |          |          |          |          |          |         |        |

| J                                             | F      | M       | A       | M        | J        | J        | A        | S        | O        | N       | D      |
| 48 5 −1                                       | 48 8 1 | 64 13 5 | 78 18 8 | 68 23 13 | 61 27 17 | 47 30 19 | 53 30 19 | 62 26 16 | 78 20 11 | 92 14 7 | 75 7 1 |
| Gennemsnitlige max. og min. temperaturer i °C |        |         |         |          |          |          |          |          |          |         |        |
| Nedbørsmængde i mm                            |        |         |         |          |          |          |          |          |          |         |        |
| Kilde: Bologna, climate-data.org              |        |         |         |          |          |          |          |          |          |         |        |

Bologna har et fugtigt, subtropisk klima, ifølge Köppens klimaklassifikation Cfa. Vintrene er kølige med gennemsnitlige temperaturer fra -0,6 °C til 5,3 °C i januar, mens somrene er varme med gennemsnitlige temperaturer fra 18,8 °C til 30,3 °C i juli. Nedbøren er moderat og er højere om vinteren end forår og sommer. Den gennemsnitlige årlige nedbør er 774 mm. 

## Historie

### Antikken
Byen blev sandsynligvis grundlagt af etruskerne som Felsina i det 6. århundrede f.v.t. Der er fundet spor af ældre landsbybosættelser fra Villanovakulturen under den tidlige jernalder i området, der strækker sig tilbage til 11./10. århundrede f.v.t. Den etruskiske by voksede omkring en helligdom på en bakke og var omgivet af en nekropolis.
I det 4. århundrede f.v.t. erobrede keltiske bojer Felsina. 191 f.v.t. blev byen erobret af romerne og blev fra 189 f.v.t. kaldt Colonia Bononia. Under konsulerne Lucius Valerius Flaccus, Marcus Atilius Seranus og Lucius Valerius Tappo bosatte 3.000 latinske familier sig i området. Med opførelsen af Via Emilia i 187 f.v.t. blev Bononia et trakfikknudepunkt: Her krydsede hovedvejen til Posletten Via Flaminia minor til Arretium. 88 f.v.t. fik beboerne i Bononia som alle byer i Italien fuldt romersk borgerskab ifølge Lex Julia. Efter en brand blev den ombygget i det 1. århundrede under Nero.
Som øvrige romerske byer blev Bononia udlagt som et skakbræt omkring gadekrydset mellem de to hovedgader, Cardo med Decumanus. Seks nord-syd-gående og otte øst-vest-gående gader delte byen ind i karreer, som er bevaret til i dag. Under Romerriget havde Bononia mindst 12.000 indbyggere, men måske op til 30.000 indbyggere. Byen havde mange templer og termer, et teater og et amfiteater. Den blev således omtalt som en af de fem rigeste (opulentissimae) byer i Italien af geografen Pomponius Mela.

### Middelalderen
Efter det romerske imperiums fald, blev Bologna en grænsepost i det byzantinske eksarchat Ravenna og gentagne gange plyndret af goterne. Det er i denne periode, at den legendariske biskop Petronius ifølge gamle krøniker genopbyggede den ødelagte by og grundlagde St. Stephens basilika. Petronius er stadig æret som skytshelgen i Bologna. I 728 blev byen plyndret og erobret af langobarderne under kong Liutprand. Langobarderne oprettede en ny bydel ( Addizione Longobarda ) nær Santo Stefano. I den sidste del af 700-tallet erobrede Karl den Store byen og Lombardiet blev opløst.
I det 11. århundrede voksede byen igen som en fri kommune. I 1088 blev universitetet i Bologna grundlagt og er i dag det ældste fungerende universitet i Europa.

## Transport
Bologna Guglielmo Marconi Lufthavn er placeret seks kilometer nordvest for byen og blev opført i 1931. I 2012 ekspederede den knap seks millioner passagerer.